# 드라이아이스

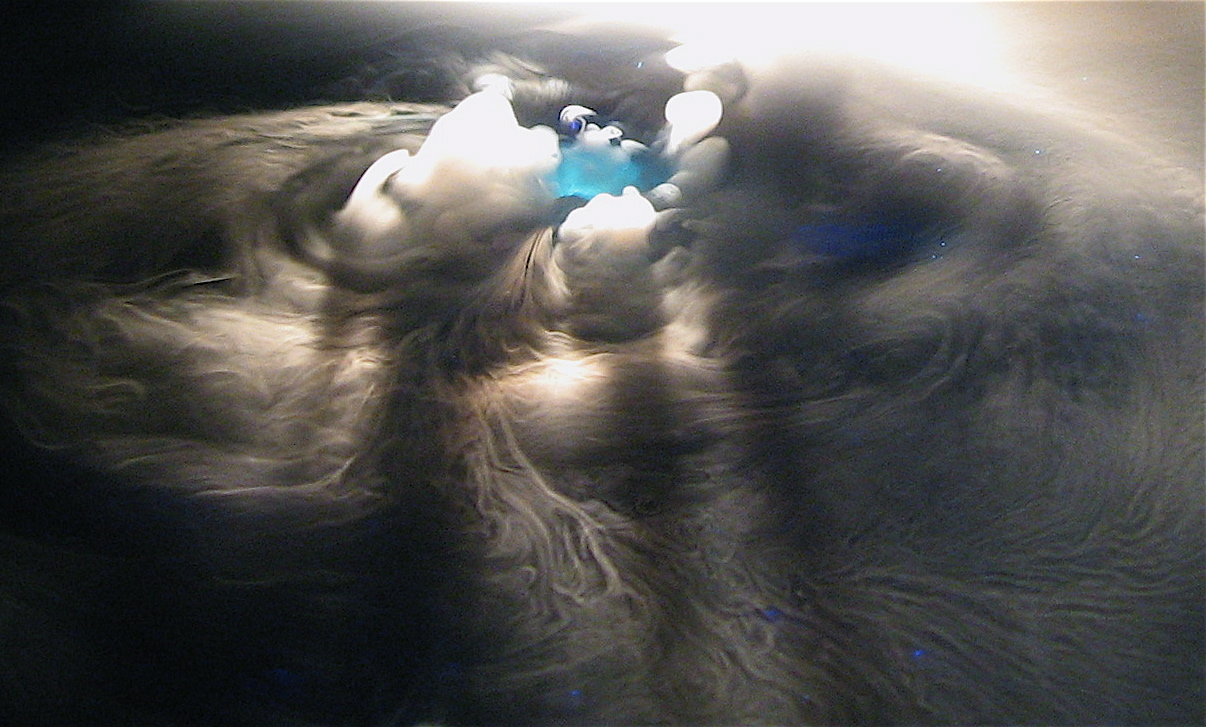
드라이아이스 덩어리가 물 속에서 승화하고 있다

드라이아이스(dry ice, 문화어: 마른얼음)는 구어적으로 이산화탄소의 고체 형태를 의미한다. 일반적으로 보냉제나 냉각제로 사용된다. 드라이아이스는 승화하며 고체 상태에서 바로 기체로 변화한다. 드라이아이스의 승화점은 -78.5 °C (-109.3 °F)이며, -78.5 °C에서의 기화열(ΔHsub)은 571 kJ/kg이다. 기체의 승화와 낮은 온도가 갖추어지면 얼음보다 차갑고 상태가 변화할 때 수분을 남기지 않아 드라이아이스는 효과적인 냉각제가 된다. 드라이아이스가 물 속에서 이산화탄소로 승화가 이루어질 때, 물에서 나오는 흰 안개를 이산화탄소로 오인하는 경우가 많지만 사실은 응결된 수증기다.

## 역사
드라이아이스는 1835년 프랑스 화학자 샤를 틸로리에(Charles Thilorier)가 처음 발견하였으며, 샤를 틸로리에는 드라이아이스 물질에 대한 기록을 최초로 발표하였다. 샤를 틸로리에의 실험에서 액체 이산화탄소가 들어있는 큰 실린더의 뚜껑을 열었을 때, 대부분의 액체 이산화탄소가 빠르게 증발한다는 사실이 밝혀지게 되었다.

## 주요 용도

### 식품 보냉제
드라이아이스의 온도는 얼음보다 낮고, 고체에서 바로 승화하여 기체가 되기 때문에, 물로 변해서 젖거나 하지 않는다. 이 특성으로 취급이 비교적 용이하고, 냉동 식품, 아이스크림, 케이크 등의 보존이 필요한 식품을 자연적인 해동으로부터 지키는 보냉제로 사용된다.

### 시체 보존
인간과 동물의 사체 보존에도 활용된다.

### 인공 강우 · 눈 기술
인공 강우 · 눈 기술의 확립을 위한 연구도 진행되고 있다.

### 자동차 세척 및 엔진 냉각
드라이아이스 클리닝은 자동차 산업을 중심으로 이용되고 있다.

### 백신 수송
아프리카 대륙에서 폴리오 백신과 코로나 백신 (COVID-19: RNA백신)의 조달에 이용된다.

## 취급 방법

### 일반 가정에서의 이용
- 드라이아이스는 식용을 목적으로 제조되지 않기 때문에 식용수에 차갑게 하려는 용도로 넣거나 음료수에 드라이아이스를 넣어 탄산수를 만드는 것은 위생상의 관점으로도 피해야 한다.
- 식품의 온도를 낮출 때에는 드라이아이스를 직접 닿게 하지 말고 간접적으로 식히는 것이 바람직하다.

### 오래 유지하는 방법
- 스티로폼 박스에 넣어 공기를 차단해서 보관한다. 단, 압력 상승에 의한 파열 사고를 방지하기 위해 가스 배출 구멍은 반드시 만들어야 한다.
- 비닐봉지에 넣어서 밀봉한다. 파열을 방지하기 위해 구멍을 최소 1개 이상 만들어야 한다.
- 냉장고의 냉동실에 넣어 보관한다.
- 빛이 들지 않는 곳, 바람이 통하지 않는 곳, 서늘한 곳에 둔다.
- 조각을 부수지 않고 큰 형태로 보관한다.
- 액체 질소에 넣는다.

## 주의 및 안전 사항

### 이산화탄소 중독
- 드라이아이스는 일상생활에서 사용되고 있지만, 고농도(대략 7~8% 이상)의 이산화탄소를 흡입하면, 산소가 대기 중과 비슷하게 포함되어 있어도, 이산화탄소가 호흡에 악영향을 끼칠 수 있고, 심각한 경우 호흡이 멈추거나 질식할 수 있다. 특히, 승화해서 이산화탄소의 기체가 된 경우는 질식 또는 산소결핍증에 대한 위험이 있다. 냉동고와 같은 실내나, 자동차 내에서 드라이아이스를 다룰 때는 통기나 환기를 실시할 필요가 있다.
- 높은 곳에서 드라이아이스를 사용했을 때, 이산화탄소가 낮은 곳으로 이동하여 산소결핍증을 일으킬 수 있다.

### 플라스틱 병 파열 사고
드라이아이스를 페트병에 넣으면 압력이 급격하게 상승한다.

### 동상
- 직접 손으로 만지는 행위는 동상을 일으킬 위험이 있다.
- 입에 직접 넣는 것은 동상이나 이산화탄소(CO2) 중독 우려가 있어 위험하다.

## 같이 보기
- 얼음
- 이산화탄소
- 승화 (화학)